# Agnes Kafula
Agnes Mpingana Kafula (sinh ngày 1 tháng 11 năm 1955) là một chính trị gia người Namibia, từng giữ chức Thị trưởng Windhoek từ tháng 11 năm 2012  đến tháng 12 năm 2014. Bà là người sống sót sau vụ thảm sát Cassinga ngày 4 tháng 5 năm 1978.
Trong thời gian làm thị trưởng của Thành phố Windhoek, Kafula đã tham gia vào các giao dịch bán đất đáng ngờ bằng cách trao đất với giá chiết khấu cho bạn bè và gia đình, dẫn đến cuộc biểu tình đất đai rộng lớn tại Windhoek.